# Réfractaires et opposants lors de l'invasion de l'Ukraine par la Russie
Pour un article plus général, voir Invasion de l'Ukraine par la Russie depuis 2022.
Pendant l'invasion russe de l'Ukraine, à partir du 24 février 2022, des réfractaires ukrainiens, mais surtout russes refusent leur participation aux opérations militaires. Des civils les soutiennent et s'opposent à l'invasion et à la collaboration de la Biélorussie à celle-ci..

## Réfractaires en Ukraine
Le 22 février, le président Volodymyr Zelensky appelle tous ses citoyens à se considérer à la disposition des forces armées pour se défendre des envahisseurs. La mobilisation générale concerne tous les hommes de 18 à 60 ans. Le 24 février — le jour de l'invasion — le parlement ukrainien (la Rada) approuve l'introduction de la loi martiale,. Le 15 mars, la Rada approuve la prolongation de la loi martiale pour 30 jours : jusqu'au 25 avril,,,. Le 21 avril, la Rada approuve la prolongation de la loi martiale et de la mobilisation générale pour 30 jours supplémentaires : jusqu'au 25 mai. Le 22 mai, la Rada approuve la prolongation de la loi martiale et de la mobilisation générale pour 90 jours supplémentaires : jusqu'au 23 août,,,,. Le 15 août, la Rada approuve encore la prolongation de la loi martiale et de la mobilisation générale pour 90 jours : jusqu'au 21 novembre,,,.
Selon les gardes-frontières ukrainiens, entre le début de l’invasion russe et août 2022, 6 400 hommes, âgés d'entre 18 et 60 ans et qui ont interdiction de quitter l’Ukraine, ont été arrêtés en tentant de fuir le pays, dont plus de 4 000 après avoir essayé de passer à des points de passages illégaux. Les déserteurs reçoivent en général une amende d’environ 8 500 hryvnias (226 euros) et leurs coordonnées sont transmises au bureau de conscription. Ils peuvent ensuite être envoyés au combat. Les passeurs risquent la prison. Une pétition, lancée le 10 mai 2022, demandant l’annulation de l’interdiction faite aux hommes de 18 à 60 ans de quitter le territoire ukrainien récolte 27 149 signatures.
L’Organisation des Nations unies, dans les premiers jours de la guerre, évoquait « de nombreux signalements de citoyens refoulés par l’armée ukrainienne » aux frontières de pays européens limitrophes. Elle exhortait Kiev à se montrer « compréhensive envers les hommes qui souhaitent quitter l’Ukraine ».
Des milliers de personnes fuient la capitale avec leurs voitures, créant d'énormes bouchons. Des dizaines de milliers de personnes attendent aux postes frontaliers (Pologne, Moldavie, Slovaquie) pour fuir l'Ukraine.
Selon de nombreux témoignages, de nombreux ressortissants étrangers, africains et indiens, sont refoulés aux frontières de la Pologne à cause de leur couleur de peau. À Kharkiv, des étudiants d'origine africaine sont refoulés des trains par des civils ukrainiens. Ces scènes sont relayées sur les réseaux sociaux,. L'Union africaine les condamne fermement.
En février 2023, Sara Daniel, envoyée spéciale de L'Obs sur le front, rencontre une vingtaine de soldats ukrainiens retranchés dans un bâtiment. Leur porte-parole explique qu'ils refusent de retourner au combat dans les conditions qui leur ont été imposées : sans préparation, avec un matériel insuffisant, par moins 15 degrés, avec de l'eau et de la nourriture congelées. 482 soldats de leur bataillon ont été tués, grièvement blessés ou portés disparus. Il ajoute : « Ils n'osent même pas venir dans cette chambre. Parce que nous sommes armés. Le commandant a peur de la bagarre qui pourrait éclater ».

## Réfractaires en Russie

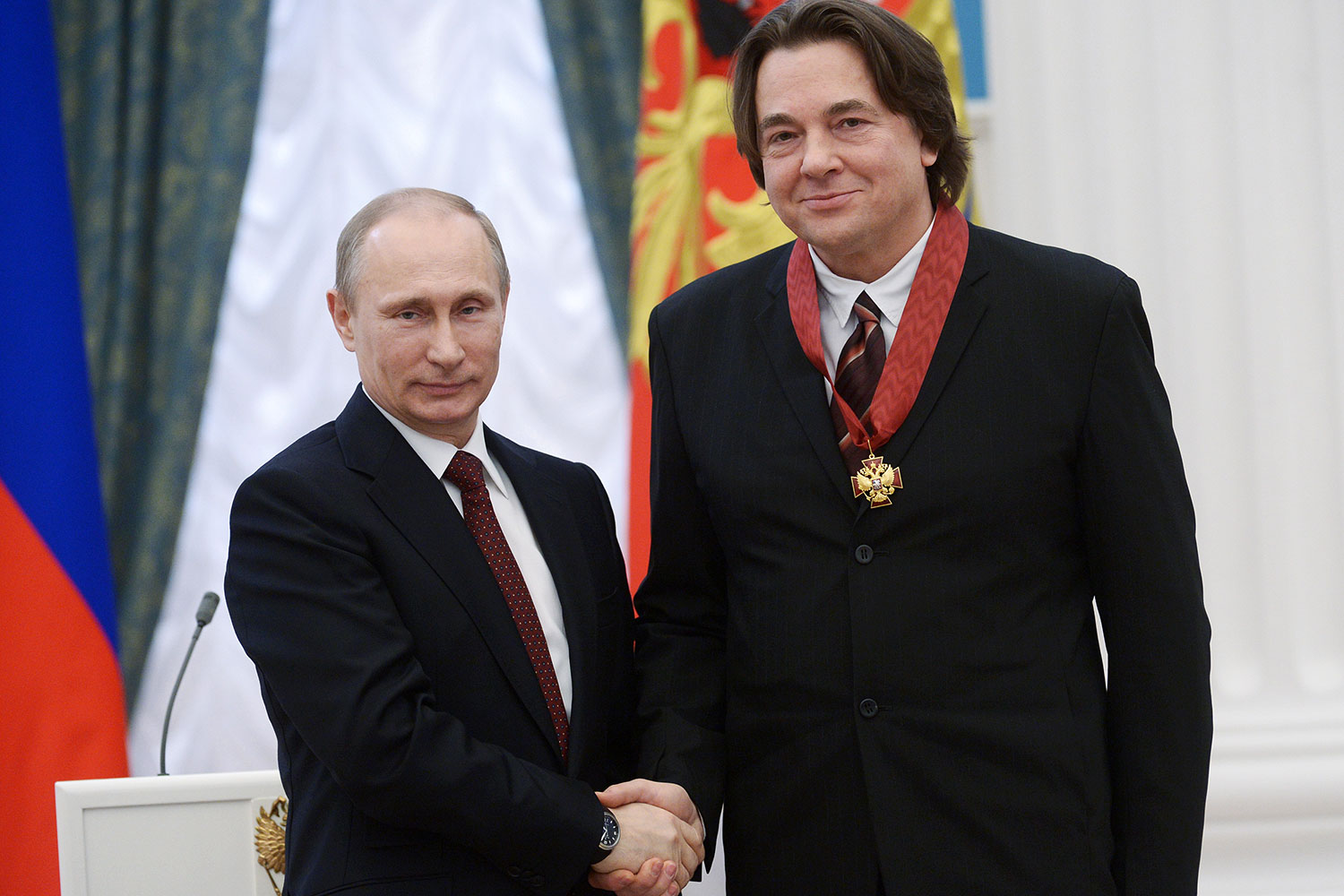
Poutine et Konstantin Ernst, directeur général de Pervy Kanal, la principale chaîne de télévision russe, contrôlée par l'État.

### Réactions de civils
Selon Le Monde, peu avant l'invasion, le 21 février 2022, l'opinion de la population de Moscou, la capitale, est marquée par une grande indifférence, qui tend vers « un soutien sans grand enthousiasme » au président Vladimir Poutine.
Le 24 février au soir, des manifestations contre la guerre ont lieu dans cinquante-trois villes russes. Plusieurs milliers de personnes se réunissent place Pouchkine à Moscou, et un millier à Saint-Pétersbourg. La police russe arrête au moins 1 700 d'entre eux, au motif que ces manifestations sont illégales. Le 26 février 2022, 3 000 manifestants russes sont arrêtés.
Des personnalités russes prennent la parole : le 24 février, les chanteurs Valery Meladze et Sergueï Lazarev, ainsi que le footballeur international Fiodor Smolov publient un message pour l'arrêt de la guerre sur leur réseau social,. Dans les semaines qui suivent, le groupe Little Big, ainsi que des monuments du rock russe tels que Zemfira, Boris Grebenchtchikov du groupe Aquarium ou Iouri Chevtchouk du groupe DDT prennent position contre la guerre.
Les départs se multiplient dans le milieu culturel russe. Ainsi quittent leurs fonctions Elena Kovalskaïa - directrice du Théâtre d’État et du Centre culturel Vsevolod Meyerhold, chorégraphe du Bolchoï Alexeï Ratmansky, le Lituanien Mindaugas Karbauskis directeur artistique du théatre Maïakovski,,.
Le journal d'opposition Novaïa Gazeta du prix Nobel de la paix Dmitri Mouratov prend position contre la guerre et publie son numéro en russe et en ukrainien. Le 25 février, 664 scientifiques russes publient une tribune dans laquelle ils exigent l'arrêt immédiat de tous les actes de guerre dirigés contre l'Ukraine.
Plusieurs anciens chefs de gouvernement européens travaillant pour des grandes entreprises russes démissionnent : c'est le cas d'Esko Aho (Finlande), de Matteo Renzi (Italie), de Christian Kern (Autriche) et de François Fillon (France).
Le chef de la république russe de Tchétchénie, Ramzan Kadyrov, envoie 10 000 combattants (les Kadyrovtsy) en Ukraine pour soutenir l'armée russe. Le 1er mars, il annonce les premières victimes parmi ces forces avec deux morts et six blessés.
Le 3 mars, des manifestations en opposition à l'offensive russe continuent d'avoir lieu dans les grandes villes russes malgré les nombreuses arrestations (environ 6 400 détenus). Plusieurs figures publiques russes condamnent l'offensive militaire. De nombreux civils s'étant exprimés ouvertement en ce sens ou ayant participé à des manifestations sont détenus par la police et reçoivent des amendes. Les manifestations s'organisent à l'aide de messageries instantanées chiffrées et non censurées sur Internet, telles que Telegram ou Signal. Le géant Lukoil, seconde société pétrolière de Russie, condamne « sans réserve » l'invasion de l'Ukraine, première entreprise d'envergure à le faire.

Logo de la chaîne Pervy Kanal (Первый канал).

Le 14 mars, la journaliste Marina Ovsiannikova interrompt le journal télévisé Vremia diffusé sur Pervy Kanal — la première chaîne, regardée par des millions de Russes. Elle se place derrière la présentatrice, Ekaterina Andreïeva, pour protester contre l'invasion russe de l'Ukraine, tendant un panneau où il est écrit : « Arrêtez la guerre ! Ne croyez pas la propagande ! On vous ment ici ! Les Russes contre la guerre ». Elle avait auparavant préenregistré une vidéo pour fustiger la guerre de Poutine, rappelant : « Mon père est ukrainien, ma mère est russe. Ils n’ont jamais été ennemis. » Elle ajoute : « Malheureusement, ces dernières années, j’ai travaillé pour la première chaîne. J’ai produit de la propagande pour le Kremlin. J’en suis aujourd’hui honteuse. J’ai honte d’avoir permis que les mensonges soient diffusés à la télévision, honte d’avoir permis que le peuple russe soit zombifié ». Elle est immédiatement arrêtée et encourt 15 années de prison pour avoir « décrédibilisé l'utilisation des forces armées russes ». Après un exil en Allemagne, elle rentre en Russie pour régler un contentieux avec son ex-mari. Un tribunal la place en résidence surveillée pour avoir manifesté seule en tenant une affiche « Poutine est un meurtrier, ses soldats sont des fascistes ».Trois poupées imbibées de sang sont posées sur le sol devant elle. Au tribunal, elle tient une pancarte « Que les enfants morts te hantent dans tes rêves ». Elle fuit la Russie avec sa fille et se réfugie en France. Lors d’une conférence de presse au siège de l’ONG Reporters sans frontières (RSF) à Paris, elle résume leur difficile évasion du pays organisée par RSF. Christophe Deloire, le secrétaire général de RSF conclut : « La démarche de Marina Ovsiannikova montre qu’il est possible de résister aux appareils de propagande, que l’on peut les ébranler de l’intérieur, dire non, qu’il est possible d’en sortir, de faire défection, de s’opposer à la falsification de l’histoire, de l’actualité, et à la manipulation ». La France accorde l’asile à Marina Ovsiannikova mais elle se sent menacée, en particulier, au téléphone, par d’anciens amis.
Le 16 mars, Olga Smirnova, première ballerine du Bolchoï, annonce quitter la Russie pour le Ballet national des Pays-Bas : « Je n'aurais jamais pensé que j'aurais honte de la Russie »,.
Le 18 mars, Poutine apparaît pour la première fois au grand public depuis le début de l'invasion en organisant un important meeting-concert au stade Loujniki de Moscou, célébrant le huitième anniversaire de l'annexion de la Crimée. Nommé par les autorités « Pour un monde sans nazisme » (russe : « Zа мир без нацизма »), l’événement a accueilli 203 000 spectateurs pro-Kremlin, dont 95 000 dans l’enceinte, d'après le ministre de l’Intérieur russe.

#### Partis politiques
Les partis qui siègent à la Douma d’État ne s’opposent pas à l’invasion de l’Ukraine. Au contraire, le 19 janvier 2022, onze députés communistes proposent une résolution demandant de reconnaître l’indépendance des « républiques populaires » de l’est de l’Ukraine et de mettre fin au « génocide ». La majorité absolue de la Douma votera cette résolution un mois plus tard.
Lors d'une réunion du président russe avec des partis parlementaires en juillet 2022, Guennadi Ziouganov, président du Parti communiste de la fédération de Russie, déclare que son parti soutient pleinement la politique de Vladimir Poutine, mais qu'il aimerait que la Russie évolue vers le socialisme. Poutine répond ironiquement que l'idée est intéressante, mais qu’avant d'introduire le socialisme, il est nécessaire de faire quelques calculs et de comprendre à quoi cela devrait ressembler. Pourtant trois députés communistes dénoncent ensuite l’invasion, tout en reconnaissant l'indépendance des républiques autoproclamées de Donetsk et de Louhansk : Mikhaïl Matveïev, Vyacheslav Markhaïev et Oleg Smolin. Ce dernier déclare : « La force militaire ne devrait être utilisée en politique qu'en dernier recours. […] J'ai de la peine pour toutes ces vies humaines, celles des nôtres et les autres. ». Plusieurs élus locaux du parti prennent aussi position contre la guerre. Ievgueni Stoupine fonde une coalition antiguerre de gauche avec des formations politiques extraparlementaires. L’opposition à la guerre provient en particulier de l’extrême gauche, laquelle comprend, outre des dissidents du Parti communiste, le Mouvement socialiste russe et le mouvement anarchiste Action autonome. Stoupine déclare que la censure militaire a été introduite en Russie. En 2023, il est exclu du Parti communiste de la fédération de Russie. Nina Beliaeva l’est aussi. Élue d’un conseil de district, elle y a dénoncé les « crimes de guerre » russes.
Au centre de la capitale russe, on voit des Moscovites assis à des tables en train d'écrire des lettres et des cartes postales aux prisonniers politiques. Il s'agit d'un événement organisé une fois par mois par Iabloko, l'un des derniers partis indépendants de Russie encore autorisés à fonctionner.

### Réfractaires et leurs soutiens
L'Union des comités de mères de soldats de Russie a été fondée en 1989, pendant la guerre soviétique en Afghanistan. Depuis 2014, elle défend les droits des soldats russes dont Moscou nie la présence en Ukraine et milite pour la protection des prisonniers ukrainiens. En septembre 2014, les familles des soldats cherchent les morts et les blessés dans les morgues et les hôpitaux. Les Mères saisissent la justice, harcèlent les commandants d'unités et menacent de manifester sur la Place Rouge. Leur local est perquisitionné à Saint-Péterbourg et le Comité est déclaré « agent de l'étranger ». D'autres militantes sont emprisonnées. À l'automne-hiver 2014-2015, des militaires quittent en masse le terrain d'entraînement de Kadamovsky, où ils avaient été transférés. Ils craignent d'être envoyés combattre en Ukraine. Un soldat sous contrat gagne un procès dans lequel il prouve que le commandement avait falsifié plusieurs documents et, sur cette base, il est licencié.
En mars 2022, l'Union des mères de soldats déplore : « Nous sommes pieds et poings liés par les nouvelles lois interdisant la collecte d’informations sur l’armée russe ». Elle refuse ensuite de parler à la presse occidentale mais continue son soutien aux réfractaires et se concentre sur le rapatriement des dépouilles de soldats russes abandonnées par l’armée, « un phénomène que l’on observait en Tchétchénie, mais dans des proportions bien moindres », assure la porte-parole Valentina Melnikova. Lors de la mobilisation de septembre 2022, celle-ci déclare au Daily Beast : « Aujourd'hui, Poutine mobilise les gens, demain il emploiera des armes nucléaires, notre travail est d'aider ceux qui ne veulent pas servir ».
L'hebdomadaire Franc-Tireur dénonce la tentative d'achat par la Russie de Poutine du silence des mères des victimes du conflit en offrant de fortes sommes aux familles des tués et des blessés et de multiples avantages financiers aux combattants. Le 11 juillet 2022, Novaïa Gazeta Europe estimait l’enveloppe à l’équivalent de 1,9 milliard d’euros.
La fédération anarchiste Action autonome appelle les soldats russes « à déserter, à désobéir aux ordres criminels et à quitter l'Ukraine immédiatement ».
Le 7 mars, un haut responsable du Pentagone évoque des militaires russes qui se rendent « en masse » ou sabotent leurs propres véhicules pour éviter de combattre.
De plus en plus de jeunes évitent la conscription par des stratégies frauduleuses : pot-de-vin à des employés d'administrations, mariage blanc avec des mères célibataires, documents falsifiés parfois fournis par des entreprises spécialisées, cachette dans des endroits isolés, simulation de troubles psychiatriques…
Pour éviter d'être mobilisés dans l'armée, des Russes réfractaires quittent le pays et se réfugient à l'étranger notamment en Ouzbékistan, Géorgie, Arménie, Turquie ou dans les États nordiques comme la Finlande. Des opposants s’installent aussi à Chypre comme cette analyste financière qui déclare : « Étant donné que c’était difficile de résister à la dictature de Poutine, j'ai décidé d'arrêter de payer des impôts et de fuir car je ne veux pas « participer » à cette honte qu’ils appellent « opération militaire spéciale » – pas en mon nom en tout cas ». ».
En deux mois, selon le ministre arménien de l’Économie, environ 75 000 personnes arrivent en Arménie, dont environ la moitié ont la nationalité arménienne. Le ministère, avec les promoteurs et les agents immobiliers, cherche à résorber l’augmentation de 20 à 25 % du prix des logements que cet afflux provoque. 27 000 nouveaux comptes bancaires de non-résidents sont ouverts.
Agora est une association de plus de cinquante avocats russes défenseurs des droits de l'homme. Le 24 mars 2022, elle rapporte que douze officiers de la Garde nationale à Krasnodar, en exercice en Crimée, ont refusé les ordres de rejoindre le front en Ukraine. En mai 2022, Mikhaïl Benyash, avocat membre d'Agora, explique que lui et ses équipes suivent et conseillent déjà «  des centaines et des centaines » de soldats qui refusent de combattre et n'encourent que de faibles peines,. Les condamnations consistent en des licenciements. En effet, elles sont prononcées pour insubordination et non pour trahison car officiellement, l'invasion n'est pas une guerre mais une « opération spéciale ». Des documents de l’administration de la Défense russe confirment le limogeage de « plusieurs centaines de militaires ». Un tribunal russe de la région de Kabardino-Balkarie confirme le 25 mai 2022 le licenciement de 115 soldats ayant contesté leur renvoi de l’armée.
La législation russe prévoit une peine de 10 ans de prison pour l’abandon de devoirs assermentés. Néanmoins, les déserteurs peuvent échapper aux poursuites criminelles en prouvant qu’ils ont agi « sous une forte pression » ou « si des problèmes personnels les poussent à fuir ». Ils peuvent revendiquer « le droit de refuser des ordres qu’ils pensent illégaux ».
L'avocat Mikhaïl Benyash est poursuivi pour avoir « discrédité les forces armées de Russie » sur YouTube.
En mai 2022, un officier russe déclare à la chaîne CNN qu'il a présenté sa démission par honte de combattre en Ukraine.
Maxim Grebenyuk est un ancien militaire russe. Il a servi dans la Flotte du Nord puis comme juriste de l’armée. Devenu avocat, il crée la page Médiateur militaire, forte, en juin 2022, de 12 992 fans sur le réseau social VKontakte. Il défend gratuitement les réfractaires à l'invasion de l'Ukraine dont la soixantaine de militaires de Pskov qui ont désobéi en avril 2022. Il s'occupe aussi d'obtenir le droit à une alimentation correcte pour les soldats et à des soins pour les blessés.
Le reporter Mikhaïl Afanassiev, responsable du comité de protection des journalistes Novy Fokus, est arrêté après avoir médiatisé le cas de onze Gardes nationaux de Sibérie qui, en toute légalité, ont refusé de combattre en Ukraine. Il est poursuivi pour avoir propagé de « fausses informations ». Après un an et demi de détention, il est condamné à cinq ans et demi de prison malgré l'attestation des faits par des témoins. Le jour de son arrestation, d'autres journalistes et médias sont frappés sous le même prétexte.
L'organisation non-gouvernementale Fonds Bouriatie libre estime en juillet 2022 que 500 militaires bouriates ne veulent plus combattre en Ukraine et demandent, parfois vainement, à rompre leur contrat avec l'armée russe. Certains sont mis aux arrêts et menacés d'être envoyés dans un « centre de redressement », près de Louhansk, dans l'une des républiques pro-russes du Donbass.
Plus de cinquante centres militaires de recrutement sont incendiés,,, et du matériel ferroviaire est saboté pour entraver les acheminements de matériels militaires. « En sabotant les voies ferrées, on sauve des vies des deux côtés du front », lit-on sur le site Internet des saboteurs. Entre mars et juin 2022, 63 trains de marchandises ont déraillé en Russie, soit la moitié de plus qu’à la même période l’année précédente.
Le 16 août 2022, France Inter cite un témoignage selon lequel des soldats russes ont refusé de combattre après la prise de la ville ukrainienne d'Izioum et ont été incarcérés à Bryanka, dans la région de Louhansk. Ils sont régulièrement battus et ligotés à même le sol puis envoyés vers une destination inconnue, sans doute dans des unités combattantes à haut risque. Selon le même article, en juin et juillet, deux unités présentes dans le Donbass ukrainien, la 205e brigade cosaque de fusiliers motorisés et la 11e brigade d'assaut aéroportée, environ un millier d'hommes chacune, ont fait état en tout de plus de 378 soldats, sous-officiers, et officiers réfractaires, qui refusaient de poursuivre le combat en Ukraine. Les portails d’investigation russes The Insider et Vjorstka publient les noms et les photos de quelques réfractaires. Vjorstka dénombre au moins 1 793 soldats qui ont refusé de participer à la guerre en six mois.
Pour l'Institut pour l'étude de la guerre (ISW), même si une vidéo qui circule depuis le 15 août 2022 sur de nombreux médias n'est pas authentifiée, elle illustre une baisse de moral du côté des soldats pro-russes. Quelques dizaines de soldats du bataillon 2740 s'y présentent face à la caméra. Leur porte-parole y lit une déclaration :

« Nous la force militaire, premier bataillon du régiment 2740, nous refusons d’aller combattre sur le territoire de la République de Donetsk. Nous avons rempli notre devoir de protection de la population de la République de Donetsk. Le jour de la victoire a été déclaré par les autorités de la République le 3 juillet 2022. On nous a fait du chantage, menacé et menti pour occuper le territoire de Donetsk. »

Selon le politologue Nicolas Tenzer sur LCI, ces soldats estiment qu'ils sont mal considérés. « La Russie les considère en quelque sorte comme des supplétifs, prête à les envoyer mourir dans des combats désespérés, sans aucune nécessité. » Un constat partagé par Emmanuel Dupuy, président de l’Institut prospective et sécurité en Europe. Pour lui, il y a un réel sentiment d’abandon. « Ce n’est pas la première fois qu’on entend parler de ce type de mutineries. C’est la première fois cependant que c’est filmé ou en tout cas que c'est diffusé comme tel », conclut-il.
Soldat de métier, parachutiste enrôlé dans le régiment d'élite de la Garde russe, basé en Crimée, Pavel Filatiev a combattu en Ukraine dès le début de l’invasion. Blessé à l’œil, il est évacué. Sa démission est refusée. Il rédige sur le réseau social Vkontakte un témoignage de 141 pages dénonçant la corruption, le désordre, le je-m'en-foutisme des troupes russes et la guerre en Ukraine. Il estime à seulement 10 % la proportion de militaires soutenant la guerre, la majorité des soldats craignant de parler ouvertement. À propos des combats, de la brutalité de la guerre et de la désorganisation générale, il commente « J’ai compris que je ne voulais pas participer à cette folie. Personne n’a besoin de cette guerre, surtout pas la Russie et ses citoyens ». Menacé de quinze ans de prison pour informations mensongères sur l’armée, il est exfiltré de Russie par les équipes du site russe Gulagu.net, créé par le militant des droits de l'homme et lanceur d'alerte Vladimir Ossetchkine et il demande l'asile en France. À son arrivée à l’aéroport de Paris Charles de Gaulle, il diffuse en direct sur le site russe Gulagu.net une vidéo où il justifie ses motivations puis déchire ses papiers d’identité russes, son livret militaire et son attestation d’ancien combattant en Tchétchénie où il a servi trois ans.
Le canal Telegram Appel à la conscience, géré par un groupe de juristes et de défenseurs des droits de l’Homme, sensibilise les jeunes Russes au droit à l’objection de conscience, garanti par la Constitution.
« Nous mettons en commun les ressources de nombreux cabinets et organisations, sans exposer nos noms au grand jour. Nous n’hésitons pas à utiliser le mot guerre pour parler de ce conflit, nous prenons de gros risques », confie un célèbre défenseur russe des droits de l’Homme qui a participé à l’organisation de l’initiative. « Jusqu’à présent, environ 1 000 recrues par an ont accédé au service civil, soit moins d’un pour cent des jeunes hommes qui sont incorporés chaque année. Depuis le début de la guerre, l’intérêt pour l’objection de conscience a explosé. Toutes organisations confondues, il devrait y avoir 10 000 cas cette année ». Conformément à la Constitution russe, un militaire de carrière, peut également résilier son contrat en raison de ses convictions. Auparavant, de tels cas étaient rares. « Cette année, il devrait y en avoir plusieurs centaines », affirme le juriste. « L’armée fait pression sur ces soldats, les diffame auprès de leurs parents et amis, mais finit par les laisser partir – pour le moment ».

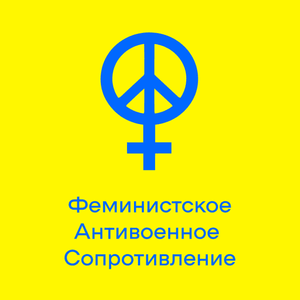
Logo de Résistance féministe anti-guerre.

Le mouvement Résistance féministe anti-guerre (Feministskoïe antivoïennoïe soprotivlenié, FAS) est né le lendemain de l’invasion russe pour informer la population russe de la réalité de la guerre. Il fédère 45 organisations qui existaient déjà dans différents secteurs, auxquelles s’ajoutent des dizaines de militantes anonymes dans soixante villes en Russie, sans compter celles qui ont dû s’exiler. À son initiative, en signe de deuil pour les Ukrainiens, des personnes habillées en noir sont sorties dans la rue le 18 mars, en silence, dans plus d’une centaine de villes de Russie. Dans leurs mains, des roses blanches, en référence au mouvement de résistance contre le régime nazi lancé par des étudiants allemands en 1942.
Les militantes installent de nuit, 2 000 mémoriaux en Russie en hommage aux morts de Marioupol, la cité martyre ukrainienne : des croix, parfois avec des noms, plantées dans des cours « de la même façon que les Ukrainiens obligés d’enterrer leurs proches au pied de leurs immeubles ».
Sur les réseaux sociaux, le mouvement suggère des moyens de résistance non-violente, de non-collaboration et de sabotage administratif et met en garde contre la répression de ces pratiques. Son manifeste proclame « Nous sommes l’opposition à la guerre, au patriarcat, à l’autoritarisme et au militarisme. Nous sommes l’avenir qui prévaudra ». » Dasha Serenko, une des têtes pensantes de la Résistance féministe anti-guerre déclare : « Être un témoin silencieux de la violence, c’est être complice d’un crime. Nous ne nous tairons pas, quoi que les autorités russes nous fassent ». « Nous voulons que notre pays sache à quel point les Ukrainiens souffrent de cette guerre, à quel point la situation économique des Russes se détériore. Et nous voulons soutenir tous ceux qui sont dans le collimateur du régime russe en raison de leur position anti-guerre ».
Ces militantes publient en outre le journal anti-guerre Frauen-Prawda et possèdent un canal Telegram comptant 34 000 abonnés. Elles collectent des fonds pour les réfugiés ukrainiens, qui ont souvent atterri en Russie contre leur gré, et les aident à poursuivre leur voyage vers l’Europe. Enfin, elles collaborent avec 45 psychologues pour proposer une aide aux réfugiés et aux militants qui en ont besoin.
Des personnalités, dont le champion d’échecs Garry Kasparov, créent le Comité anti-guerre de Russie.

« En tant que citoyens de la fédération de Russie, nous nous sommes retrouvés, contre notre gré, responsables de la violation du droit international, de l’invasion militaire et des pertes massives de vies humaines. La gravité du crime commis ne laisse aucune place au silence ou à une dissidence passive.
Le Comité anti-guerre de Russie a été créé afin de s’opposer à cette guerre sanglante, pour développer une position commune, pour aider les gens à coordonner leurs efforts, pour résoudre l’énorme quantité de problèmes qui ont surgi à cause de l’agression de Poutine.
Nous sommes convaincus de la valeur absolue de la vie humaine, de l’inviolabilité des droits et libertés individuels. Le régime de Poutine est une menace pour ces valeurs. Notre tâche est d’unir toutes les forces pour y résister. »

— Comité anti-guerre de Russie
Le comité lance un appel aux militaires russes : « N‘exécutez pas les ordres criminels. Ne tuez pas les Ukrainiens. Ne détruisez pas l’avenir de la Russie ». Il appelle également les Russes au sabotage général.
Le 14 septembre 2022, une vidéo, dont on ignore si la diffusion est due à une fuite ou à une volonté de propagande, montre Evgueni Prigojine haranguant des prisonniers d’une colonie pénitentiaire russe pour les inciter à s’engager dans sa société militaire privée du groupe Wagner, afin de bénéficier d’une libération après six mois. Il avertit : « Ceux qui une fois en Ukraine disent qu'ils se sont trompés, on les considère comme déserteurs. Dans ce cas, vous êtes envoyés au peloton d'exécution ».
D’après l’ONG Rus Sidachaïa (La Russie à l’ombre) qui défend les prisonniers, un tiers des détenus signe le contrat d’engagement proposé par Wagner. Le recruteur précise pourtant que les chances de survie sont faibles. « Quatre-vingt-dix-neuf pour-cent périssent », assure Olga Romanova, fondatrice de Rus Sidachaïa. Ce lui qui recule, se rend ou déserte est liquidé sur le champ. Olga Romanova parle de quarante détenus recrutés assassinés par leurs congénères. D’après la militante réfugiée à Berlin, « Ils sont exclusivement déployés en première ligne. Derrière eux se trouvent les « troupes barrières » [chargées de tirer sur les précédents au cas où ils reculeraient], puis les mobilisés et enfin les troupes professionnelles. »
Selon plusieurs sites d’information indépendants, les proches des miliciens perdent leurs traces et l’administration carcérale refuse les explications.
Fin septembre 2022, alors que Poutine annonce une mobilisation partielle, la chambre basse du Parlement vote un texte durcissant considérablement les peines de prison encourues par les soldats qui se rendent à l’ennemi, désertent ou commettent des pillages. Ce faisant, elle assimile d’éventuels opposants au conflit et les pilleurs.
Le 13 novembre 2022, Evgueni Prigojine patron des mercenaires du groupe Wagner confirme l'exécution d'un de ses ex-membres accusé de désertion. Une vidéo publiée par des comptes Telegram, proches de Wagner, montrent un homme, le crâne scotché à un bloc de pierre, être frappé à la tête avec une masse. Il s'agirait de Evgueni Noujine (un prisonnier qui avait été recruté dans une colonie pénitentiaire russe,), un soldat du groupe qui s'était rendu spontanément à l'armée ukrainienne, et qui a été repris par les Russes. Présentant cette vidéo, Prigojine, explique : « Dans ce spectacle, on voit que cet homme n'a pas trouvé son bonheur en Ukraine, mais qu’il a rencontré des personnes peu aimables mais justes. C'est un magnifique travail de réalisation, cela se regarde d’une seule traite. J’espère qu'aucun animal n'a été blessé lors du tournage,. »
Le porte-parole russe, Dmitri Peskov, ne commente pas la vidéo. « Ce ne sont pas nos affaires », déclare-t-il.

#### Républiques populaires de Donetsk et de Louhansk
Après le retrait des troupes régulières des Forces armées russes du territoire au nord de Kharkiv, à la mi-mai, les épouses et les mères des « miliciens » de plusieurs localités se rendent au bureau d'enrôlement militaire de Rovenky et le lendemain défilent devant le bureau du procureur militaire à Louhansk pour demander que les mobilisés rentrent dans leurs foyers. Des messages vidéo des mères des mobilisés du 115e régiment de la milice populaire de la république populaire de Donetsk ont également circulé.
En juin, des membres de plusieurs régiments de la RPD enregistrent dans des vidéos leur refus de combattre.

#### Mobilisation de septembre 2022
Le 21 septembre 2022, Vladimir Poutine annonce la mobilisation de 300 000 réservistes.
Le site russophone Meduza publie un guide très complet « Tout ce que vous devez savoir si la mobilisation vous concerne ou concerne vos proches » qui fournit des indications pour échapper à la conscription. Selon lui, un soldat de réserve est un concept large. Il s'agit de conscrits et de soldats sous contrat qui ont déjà servi, de diplômés de départements militaires d'universités, d’objecteurs de conscience ayant effectué un service civil alternatif et d'hommes de plus de 27 ans qui n'ont pas servi du tout pour raisons de santé ou de sursis pour les études. L'armée de réserve comprend également le corps médical sans exception, y compris les femmes et des professionnels dans les domaines des communications, de l'optique, de l'informatique, etc. En temps normal, les objecteurs subissaient des pressions morales. Désormais, en dépit du droit constitutionnel, le site gouvernemental Explain.rf leur indique « Le service alternatif lors de la mobilisation n'est pas possible. ».
Le jour même de la communication de Poutine, l’opposition réagit. Une pétition en ligne contre la mobilisation, lancée au printemps, grimpe subitement à plus de 292 000 signatures.
Le Mouvement démocratique de la jeunesse Vesna (en) s'oppose depuis 2014 à la politique russe contre l'Ukraine. En février 2014, ses militants se rendent au consulat d'Ukraine à Saint-Pétersbourg pour exprimer leur soutien au « peuple frère ». Dans la même ville, à côté des tombes des victimes des révolutions et de la guerre civile, ils installent en 2005 une nouvelle « pierre tombale », avec l’épitaphe « Un soldat inconnu est mort dans le Donbass en "temps de paix" ». En septembre 2022, le mouvement proclame :

« Nous appelons les militaires russes dans les unités de combat et en première ligne à refuser de participer à « l’opération spéciale » et à se rendre dès que possible. Vous n’avez pas à mourir pour Poutine. Vous êtes plus utiles en Russie pour ceux qui vous aiment. Pour les autorités, vous n’êtes que de la chair à canon, et vous allez être gaspillés sans aucune raison valable et sans but. »

Interrogée le 12 novembre 2022 sur France Inter, Salomé Zourabichvili, présidente de la république de Géorgie, réaffirme le soutien total de son pays à l’Ukraine. Elle fait état de 700 000 Russes qui ont émigré en Géorgie après la mobilisation de septembre 2022. La plupart ont seulement transité vers d’autres pays mais 100 000 exilés, généralement d’un bon niveau d’étude, sont restés dans la république.
Le site biélorusse Nexta, indique qu’un homme a essayé de s’immoler à Riazan pour refuser la guerre. Le 30 septembre, le rappeur Ivan Petunin, Walkie T de son nom de scène, se suicide à Krasnodar, refusant d'avoir à tuer des hommes. Jean Bellorini, à la fin de sa mise en scène de Le Suicidé de Nikolaï Erdman, projette la vidéo du rappeur annonçant son suicide.
Le 26 octobre 2022, un tribunal de Crimée condamne Aziz Fayzullaev à trois ans de prison pour avoir incendié, le 6 juin, un bâtiment administratif avec deux cocktails Molotov. Selon le texte du verdict, Fayzullaev a commis cet acte parce qu'il était contre l'invasion de l'Ukraine par la Russie, car ses parents et amis y vivent. Il aurait lu les informations sur Telegram et « a fait confiance au flux d'informations des médias ukrainiens ».
Deux jours après l'incendie, une vidéo Telegram est publiée. Le jeune homme, sous la contrainte selon sa sœur, a plaidé coupable et déclaré qu'il « avait eu une poussée de honte » pour ses actions.
Une ligne téléphonique et une plateforme Internet ukrainiennes, baptisées « Je veux vivre » facilitent la désertion et la reddition des soldats russes et leur promettent un bon traitement et des soins. Le porte-parole, annonce que, au début d’août 2023, 22 239 candidatures fermes et vérifiées ont été reçues, la plupart préventivement en cas de mobilisation dans les territoires annexés par la Russie. Il interroge : « Nos partenaires comprennent parfaitement la situation. Pourquoi ne pas aider les citoyens russes qui ne veulent pas être tués et ne soutiennent pas le régime Poutine et qui ont réussi à sauver leur vie et ont été capturés par les Ukrainiens ? Pourquoi ne pas accorder à ces personnes l’asile en Allemagne ou, par exemple, aux Pays-Bas ? »
L'état-major général des forces armées ukrainiennes diffuse à l’intention des soldats russes une vidéo sur la manière de se rendre à un drone. Après s’être inscrits sur le site Je veux vivre, les réfractaires recevront les coordonnées et l'heure d'arrivée du drone qu’ils suivront, sans armes, jusqu'au point de rencontre avec l'armée ukrainienne.
Pour lui éviter des sanctions en cas de retour en Russie, le prisonnier est enregistré comme capturé au cours de la bataille. Après leur reddition, la sincérité des prisonniers est évaluée par des psychologues. Les Russes ne tendent plus de pièges comme ils le tentaient au début de la plateforme.
Je veux vivre soutient juridiquement les dissidents russes en bute à la répression et espère en échanger contre ses propres prisonniers.
Selon un communiqué du renseignement militaire ukrainien, après des mois de préparation, un pilote russe a fait défection et a livré son hélicoptère à l’Ukraine. Sa famille a pu être transférée en sécurité dans le pays. Dans une vidéo, le déserteur explique son opposition à la guerre russe et incite ses camarades à l’imiter. « La vérité, c’est qu’il n’y a pas de nazis ou de fascistes. C’est une véritable honte ce qu’il se passe ici. Des meurtres, des larmes, du sang. Les gens s’entre-tuent tout simplement. Je ne veux pas participer à cela. » Dans une interview accordée à Radio Liberty, le patron du renseignement militaire a précisé que les deux autres membres de l'équipage qui ne connaissaient pas les intentions du pilote ont tenté de s'enfuir et ont été tués après l'atterrissage.

## Solidarité biélorusse avec l'Ukraine
Les opposants biélorusses espèrent que l’affaiblissement de Poutine dans la guerre contre l'Ukraine favorisera le renversement du régime d’Alexandre Loukachenko.
En janvier 2022, pour perturber les manœuvres russes préliminaires à l’invasion de l’Ukraine, des pirates informatiques biélorusses du groupe Cyber Partisans (en) infectent le réseau de la compagnie ferroviaire publique de leur pays. Ils auraient crypté ou détruit des bases de données destinées à contrôler le trafic, les douanes et les gares. Plutôt que d’utiliser leur ransomware pour exiger de l’argent, le groupe déclare qu’il remettrait les ordinateurs en fonctionnement à deux conditions : le retrait des soldats russes de Biélorussie et la libération de cinquante prisonniers politiques qui ont besoin de soins médicaux.
BYPOL est un réseau de plusieurs centaines de membres des forces de sécurité biélorusses, qu’ils soient actifs ou démissionnaires mais n’ayant pas participé aux répressions. Leurs objectifs sont d’inciter leurs collègues à la démission et de documenter les crimes du régime, pour les publier sur les réseaux et servir à de futurs procès. Des membres de Bypol, des cheminots et des pirates informatiques participent au réseau de saboteurs « Les Partisans du rail ». Ils veillent à ne pas faire de victimes humaines. De février à mai 2022, plus de 80 actes de sabotage contre les chemins de fer sont effectués dans toutes les régions de Biélorussie,. Quelques jours après l'invasion, ils réussissent à bloquer, sur les lignes de front, les troupes russes sans nourriture, carburant ni munitions. Plusieurs dizaines de cheminots activistes sont arrêtés. En avril 2022, trois saboteurs présumés sont appréhendés et la police tire une balle dans le genou d’au moins l’un d’eux. La télévision d'État diffuse des images d’un homme ensanglanté. À cause de la répression et de la surveillance accrue des lignes ferroviaires, notamment par drones. « Il est devenu trop dangereux de réaliser des attaques », admet le lieutenant-colonel Alexander Azarov, un ancien responsable des forces de sécurité qui dirige Bypol depuis Varsovie. La Biélorussie est le seul pays européen à appliquer la peine de mort. Les sabotages, considérés comme des actes de terrorisme, en sont désormais passibles,,.
Le 5 juillet 2022, le tribunal de Kirawsk condamne une jeune femme de 20 ans à 6 ans et demi de prison. Danuta Pyarednya a reposté, le 27 février, un message critiquant l’invasion de l’Ukraine par la Russie avec le soutien de son pays. Elle est arrêtée dès le lendemain pour « atteinte aux intérêts nationaux du Bélarus » et « offense au président ». Puis elle a été exclue de l’université d’État et ajoutée à la liste des « personnes impliquées dans des activités terroristes ». Amnesty International exige sa libération et celle des prisonniers qui ont exprimé pacifiquement leur dénonciation de la guerre.
Trois mois après le début de l’invasion de l’Ukraine, quelque 2 100 personnes sont détenues ou mises à l’amende en Biélorussie pour des actions antiguerre. En nageant dans une rivière glaciale, certains opposants parviennent à fuir en Lituanie. L’association biélorusse Dapamoga les accueille à Vilnius qui est un centre de la résistance biélorusse à Loukachenko. La candidate à l’élection présidentielle de 2020, Svetlana Tsikhanovskaïa, s’est exilée dans cette ville.
Dans la ville polonaise de Biała Podlaska, c’est une fondation de solidarité avec le Bélarus qui aide les réfugiés. À la suite des répressions de 2020, la Pologne a octroyé en 2021 plus de 90 000 visas humanitaires à des Biélorusses. Plusieurs milliers de dissidents ont également bénéficié du droit d’asile. Convoqué à l’armée, un réfugié raconte : « Je ne voulais pas perdre un an et demi de ma vie au sein de ces forces militaires, qui sont en plus utilisées pour réprimer le peuple bélarusse. J’ai donc fui d’abord en Ukraine, et je suis ensuite arrivé en Pologne ».
En 2022, des réfugiés biélorusses en Ukraine fuient l’invasion russe de ce pays. Arrivés en Pologne, ils sont souvent considérés alliés des Russes et mal accueillis.
Depuis le 20 octobre 2022, les candidats russes à l’exil sont empêchés de s’envoler vers un pays tiers depuis l’aéroport de Minsk.